# Tjeckoslovakisk krona
Tjeckoslovakisk krona (Kčs - koruna československá) var den valuta som användes i Tjeckoslovakien fram till landets delning i Tjeckien och Slovakien 1993. Valutakoden var CSK. 1 koruna var = 100 haleru.
Valutan infördes i april 1919 kort efter landets självständighet och gällde fram till nationens delning 1 januari 1993. Valutan ersattes av den tjeckiska respektive slovakiska kronan.

## Användning

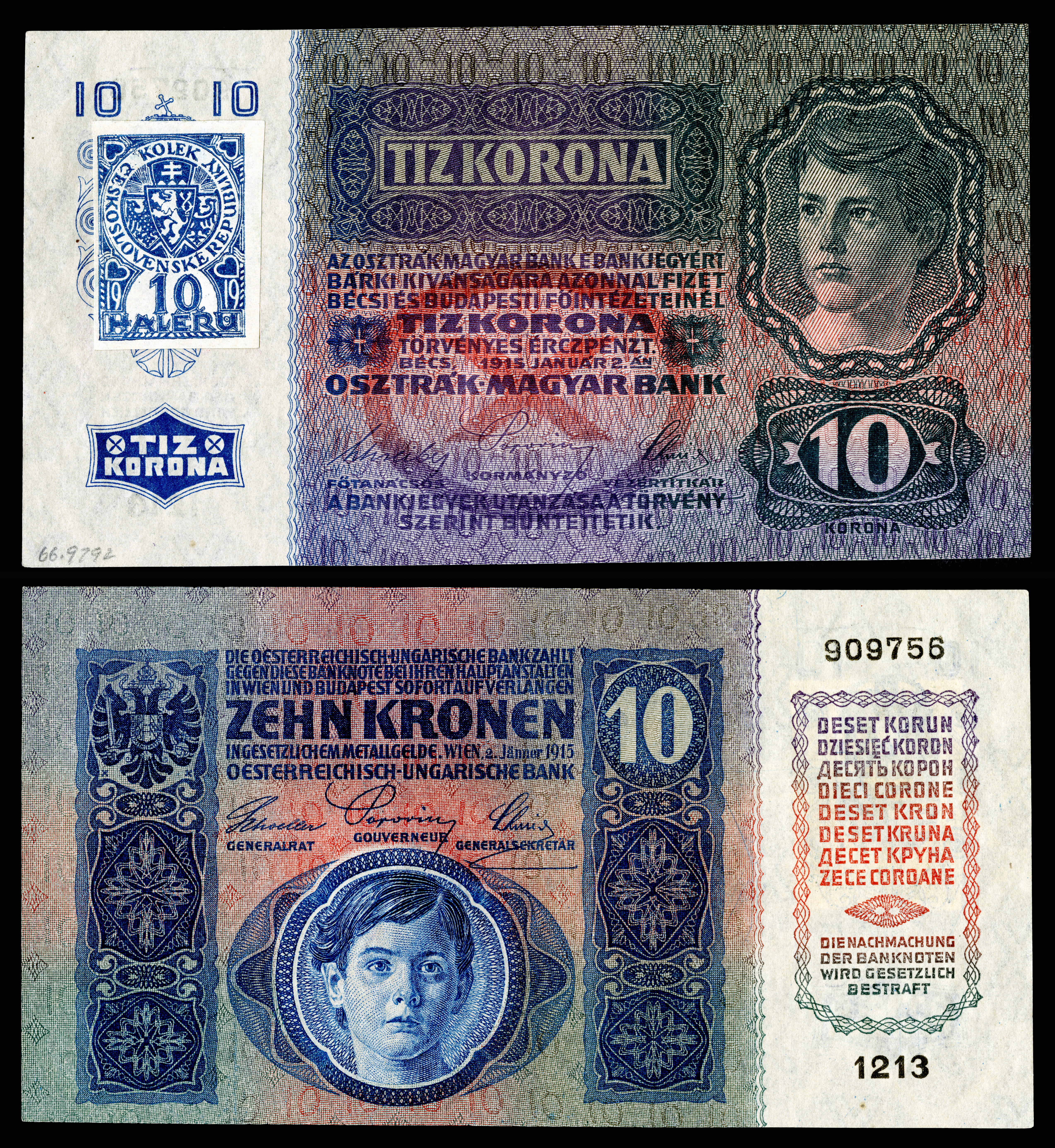
En tiokronorssedel (1919, provisorisk och första utgåva).

Valutan gavs ut av den tjeckoslovakiska centralbanken, Státní Banka Československ (SBC) som grundades 1918 och i samband med delningen av staten 1993 ombildades till den tjeckiska centralbanken Česká národní banka (ČNB), hela tiden med huvudkontoret i Prag.

## Valörer
- mynt: fanns i 1, 2, 5 och 10 Koruna
- underenhet: fanns i 5, 10, 20 och 50 haleru
- sedlar: 10, 20, 50, 100, 500 och 1000 CSK